# Crocodylus acutus
Il coccodrillo americano (Crocodylus acutus (Cuvier, 1807)) è un coccodrillo endemico dei neotropici. È la più diffusa delle quattro specie esistenti di coccodrilli originari delle Americhe.

## Tassonomia
Cuvier è stato il primo a descrivere la specie come Crocodylus acutus nel 1807. Con l'andar del tempo questo è diventato volgarmente noto come "sharp-snout alligator". Nel 1822, Constantine Samuel Rafinesque ha confermato che la specie era di fatto un coccodrillo.
La specie è stata poi descritta come Crocodylus floridanus da William T. Hornaday nel 1875, quando Hornaday e C.E. Jackson erano stati inviati da Washington, DC fino in Florida per raccogliere pelli di alligatore. Una volta sentito di un "big old gator" nell'Arch Creek alla testata della Biscayne Bay, Hornaday e i suoi compagni lo hanno cercato e trovato dopo qualche ora in un banco di Cyperaceae. Ora il Crocodylus floridanus è considerato un sinonimo non valido del Crocodylus acutus.

## Descrizione

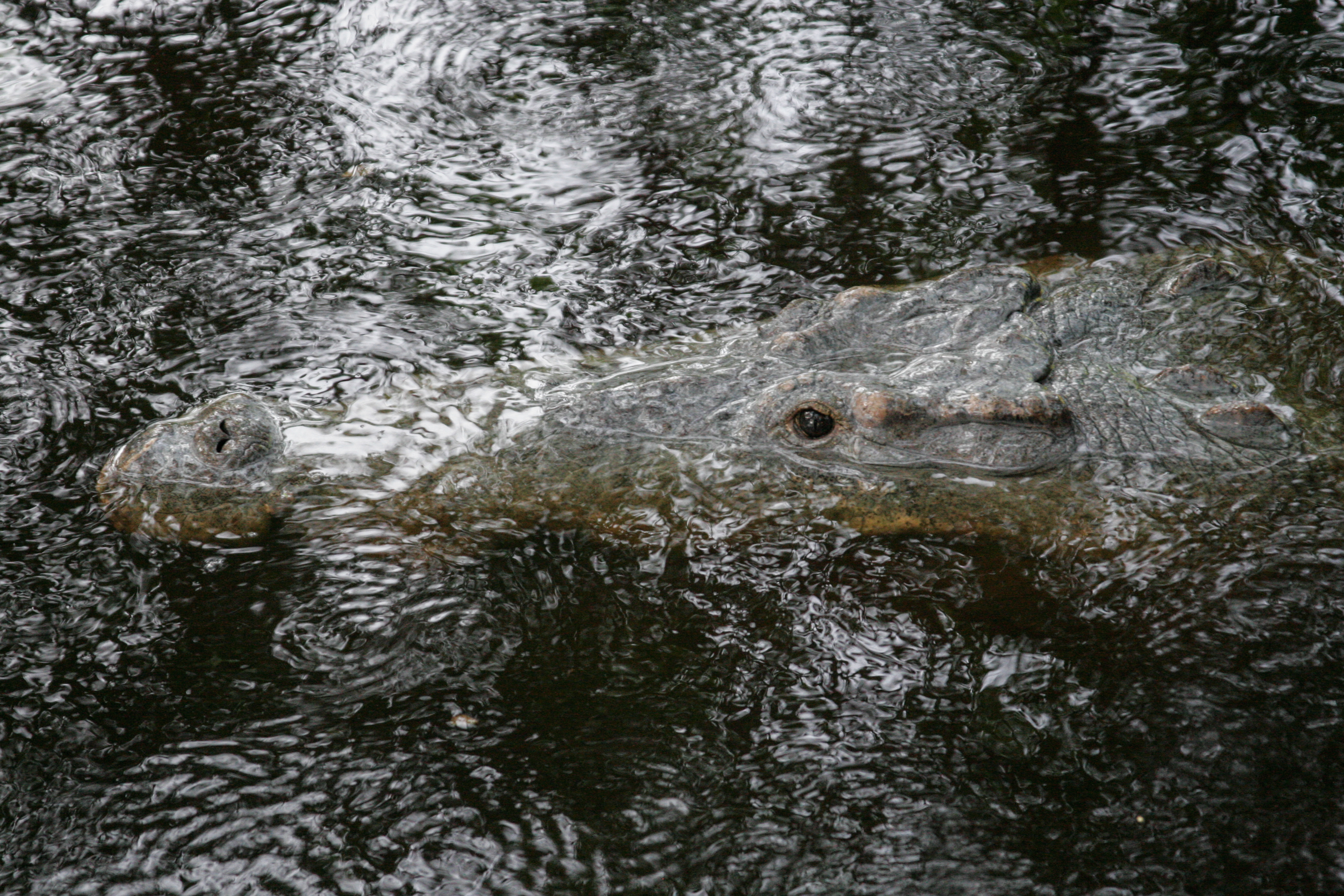
Esemplare mimetizzato in Messico

Come gli altri coccodrilli anche il coccodrillo americano ha quattro zampe corte e tozze con una lunga e potente coda e una copertura di squame con file di scudi ossificati lungo la schiena e la coda. Il suo muso è allungato e comprende un paio di forti fauci. I suoi occhi sono protetti dalla membrana nittitante e hanno ghiandole lacrimali che producono lacrime. Come negli altri coccodrilli le narici, le orecchie e gli occhi sono posizionati nella parte superiore della testa così che il resto del corpo può rimanere nascosto durante gli agguati in acqua. Il mimetismo è utilizzato a fini predatori. Il muso è relativamente più stretto e più lungo rispetto a quello dell'alligatore americano (Alligator mississippiensis), ma più largo rispetto a quello del coccodrillo dell'Orinoco (Crocodylus intermedius). I coccodrilli americani sono anche più pallidi e grigiastri rispetto all'alligatore che è più scuro. Questa specie normalmente striscia sulla pancia, ma può anche camminare elevandosi sulle zampe. Gli esemplari più grandi possono galoppare fino a 16 km/h. Possono nuotare fino a circa 30 km/h muovendo il corpo e la coda in un modo sinuoso, ma non possono mantenere a lungo questa velocità.
Il coccodrillo americano è spesso confuso con il coccodrillo di Morelet, una specie più piccola originaria del Messico.

### Dimensioni

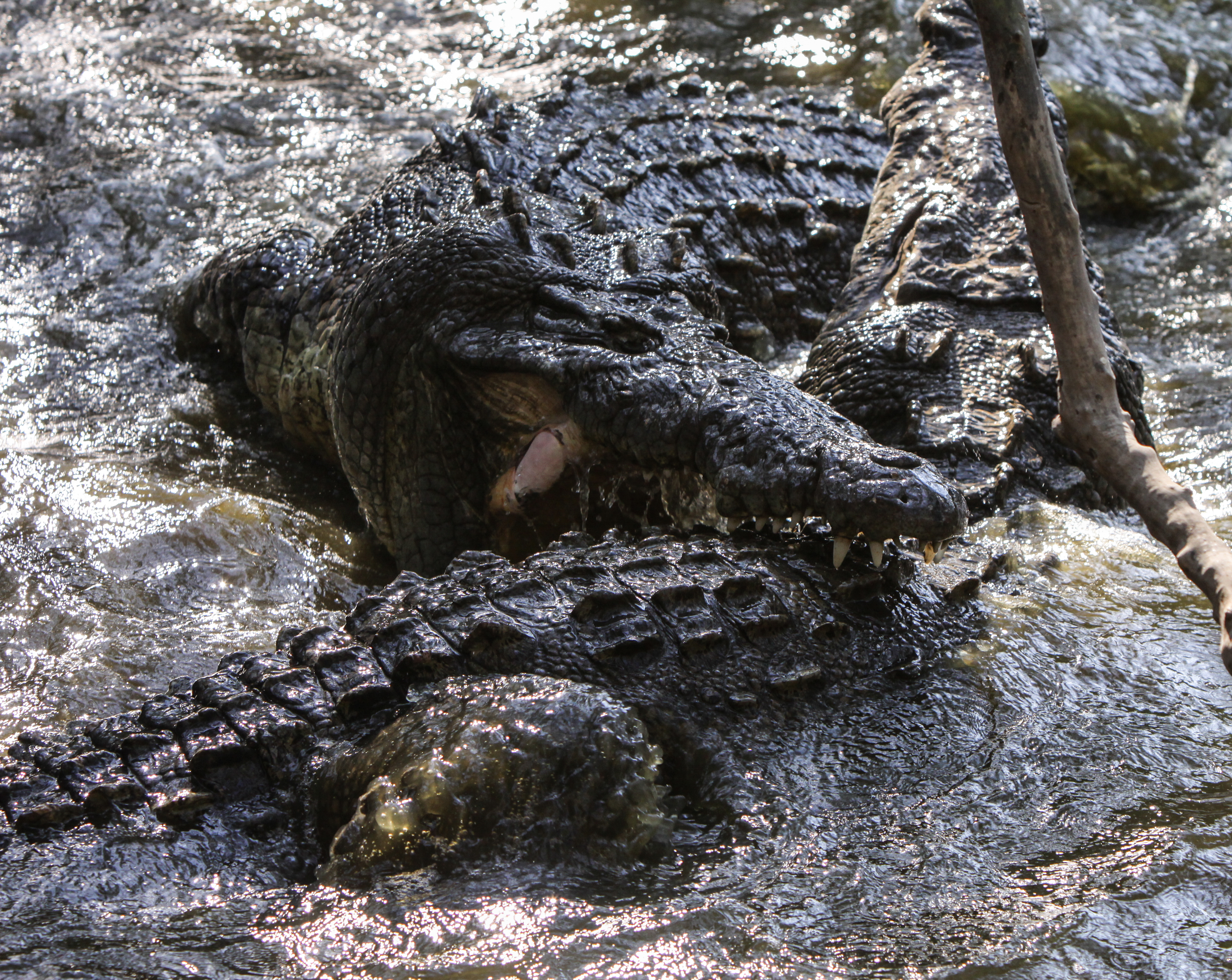
Combattimento tra adulti

I neonati sono lunghi circa 27 cm e pesano mediamente 60 g. Un maschio adulto può misurare fino a 5 m - 6 m di lunghezza e pesare persino fino a 900 kg; La femmina è sensibilmente più piccola. La lunghezza minore rappresenta la dimensione media all'età della maturità sessuale, quella maggiore rappresenta il limite più alto per il rispettivo sesso nella maggioranza delle popolazioni conosciute. Nel fiume Tárcoles in Costa Rica, ci sono numerosi individui di 4 m e qualcuno anche di 5 m che frequentano i ponti di attraversamento dove costituiscono un'attrazione turistica e sono quotidianamente nutriti, il che spiega perché hanno raggiunto tali dimensioni. Si dice che questa specie possa raggiungere dimensioni ancora maggiori nei bacini dei fiumi sudamericani, ma raramente eccedono i 5 m o raggiungono i 6 m. I coccodrilli delle isole o delle coste hanno solitamente dimensioni molto minori. Il peso degli adulti lungo le coste del Belize raggiunge in media i 77,8 kg. In Florida la lunghezza massima degli adulti è stata misurata in 5,2 m, ma i maschi adulti in media misurano 3,35 m, probabilmente più piccoli degli altri maschi delle popolazioni continentali. È stato trovato un cranio che misurava 72,6 cm e si stima sia appartenuto a un esemplare di 6,6 m di lunghezza. I grandi maschi maturi regolarmente pesano intorno ai 500 kg, mentre gli individui di 6 o più metri sorpassano i 1000 kg. E la forza del morso di un coccodrillo americano varia tra i 1000 e i 1500 kg , più di 3 volte la forza mandibolare di un leone .

## Distribuzione ehabitat

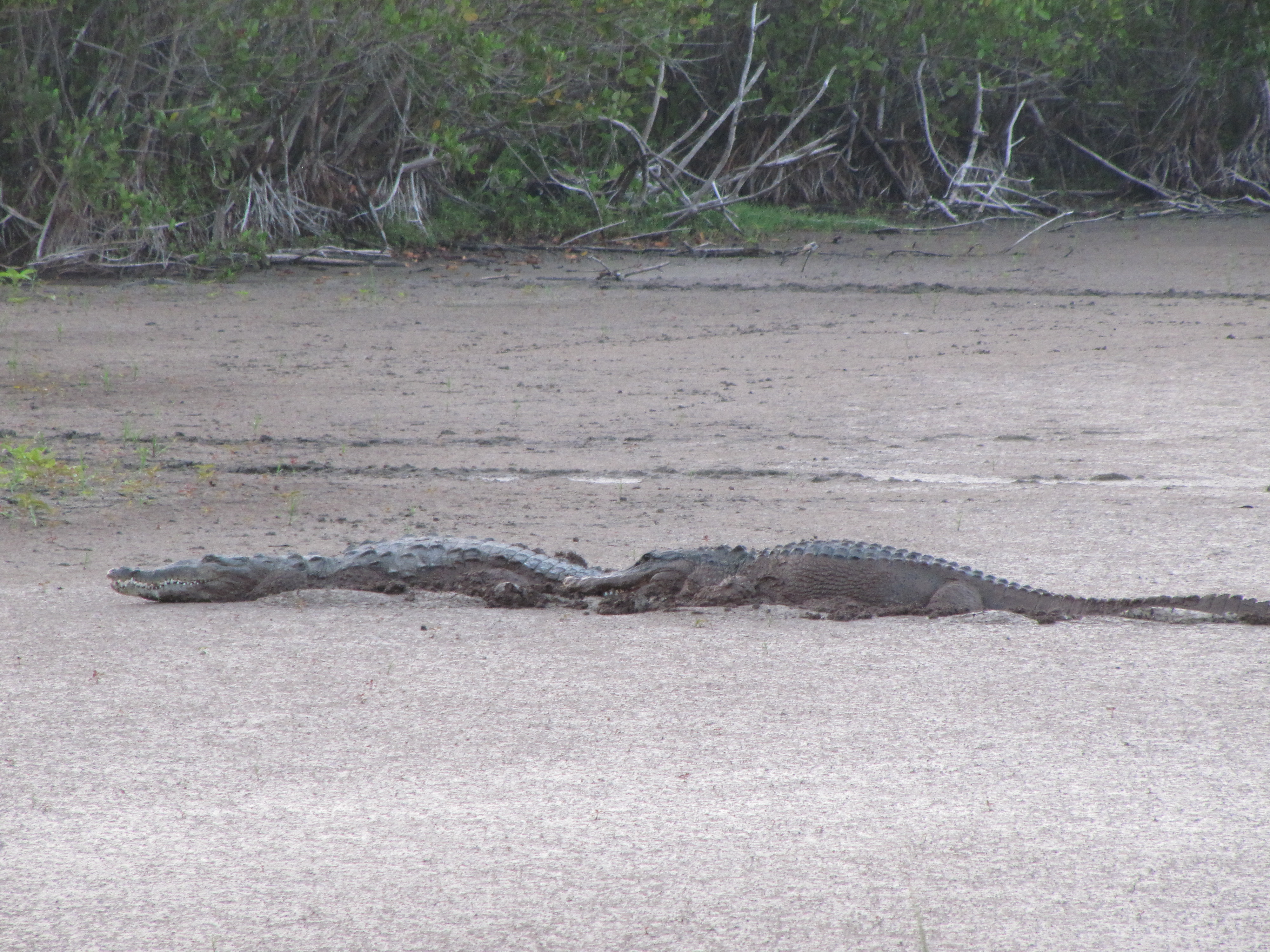
Coccodrillo attaccato da un alligatore americano

Le popolazioni di coccodrillo americano sono presenti sulle coste atlantiche e pacifiche dal Messico meridionale fino al Sud America raggiungendo il Perù e il Venezuela. Vive anche in molte isole caraibiche come Cuba, Giamaica, Hispaniola, Grand Cayman, le grandi Antille e le Indie occidentali. All'interno degli Stati Uniti, la distribuzione è limitata a Porto Rico e alla parte meridionale della Florida, anche se sono stati registrati due avvistamenti nell'area della Baia di Tampa. La popolazione attuale all'interno degli Stati Uniti è stimata in 2.000 esemplari, il che rappresenta un significativo recupero dalle poche centinaia segnalate negli anni Settanta. L'habitat è limitato generalmente alle aree costiere. Lo si può trovare anche in sistemi fluviali, anche se ha la tendenza a preferire e non semplicemente a tollerare, un certo livello di salinità, il che porta la specie a concentrarsi in laghi salmastri, mangrovieti, lagune, cayos e piccole isole. Anche altri coccodrilli tollerano l'acqua salata grazie alle ghiandole del sale che hanno sotto la lingua, ma il coccodrillo americano è l'unica specie, oltre al coccodrillo marino (C. porosus) che vive e prospera comunemente in acqua salata. Possono essere trovati sulle spiagge e sulle barre di sabbia senza alcuna fonte d'acqua dolce, come certi cayos e isolette nella zona delle Bahamas e dei Caraibi. Si trovano anche in laghi ipersalini, come il lago Enriquillo, che ospita una delle maggiori popolazioni conosciute Il C. acutus è stato osservato anche a Grand Cayman, suggerendo così l'ipotesi che possa essere arrivato a nuoto da Cuba (che ne ospita una popolazione ragguardevole) e stia ripopolando la Grand Cayman. Inoltre, un ibrido di coccodrillo cubano con coccodrillo americano è stato recentemente osservato nell'area di Cancun: probabilmente è originario della Cienaga de Zapata, a Cuba (l'unico posto dove questi ibridi sono stati osservati allo stato naturale), e ha nuotato fino alla penisola dello Yucatán. 
La loro tolleranza all'ambiente salino ha permesso ai coccodrilli americani di colonizzare alcune porzioni degli Stati Uniti (Porto Rico e il meridione della Florida). Contrariamente a quanto viene comunemente detto, la presenza dell'alligatore americano non è dovuta al fatto che il coccodrillo americano non fosse in grado di colonizzare gli ambienti salmastri, ma piuttosto al clima: i coccodrilli americani, contrariamente agli alligatori, sono estremamente suscettibili alle temperature fredde e vivono esclusivamente in acque tropicali. Nel 2009, un inverno insolitamente freddo per la Florida, si sono registrate le morti di 150 coccodrilli americani in condizioni selvatiche, compreso un esemplare molto ben conosciuto che abitava l'isola di Sanibel, molto a nord rispetto all'areale naturale. I coccodrilli americani, negli Stati Uniti, coesistono con l'alligatore americano e si trovano principalmente nelle latitudini a sud di Miami, nel parco nazionale delle Everglades, nella Baia di Florida, nella Baia di Biscayne e nei Florida Keys. Una buona popolazione si è stabilità nei pressi di Homestead, Florida, presso la centrale nucleare di Turkey Point. Alcuni esemplari vagano verso nord in acque calde estive e sono stati osservati nelle contee di Sarasota e di Palm Beach. Nell'estate del 2008, è stato catturato un coccodrillo tra le onde presso l'isola delle Palme, nella Carolina del Sud. Nel 2013, un coccodrillo di 400 kg è stato catturato a Tarpon Springs, Florida. I coccodrilli richiedono temperature tropicali continuative, da questo deriva quindi la loro discontinua presenza negli Stati Uniti del Sud. In America centrale, coesistono con il piccolo caimano dagli occhiali; gli altri coccodrilli presenti nell'areale occupato dal coccodrillo americano sono il coccodrillo cubano, più piccolo e in pericolo critico, e il coccodrillo di Morelet, nel Messico meridionale e in Guatemala.

## Biologia e comportamento
Mentre l'alligatore americano può sopravvivere in acque con temperature fino a 7,2 °C per un tempo limitato, un coccodrillo americano non potrebbe resistere a uno shock di questo tipo e rimarrebbe immobile fino ad annegare. D'altra parte, il coccodrillo americano ha invece una velocità di crescita maggiore di quella dell'alligatore e risulta molto più tollerante all'acqua salmastra.  Una simbiosi "di pulizia" è stata descritta nel caso del coccodrillo americano: contrariamente ai coccodrilli del vecchio mondo, che hanno rapporti simbiotici con alcuni uccelli per quanto riguarda la pulizia dai parassiti, il coccodrillo americano confida invece più spesso su alcuni pesci.. La speranza di vita si aggira intorno ai 50-60 anni.

## Predazione e dieta

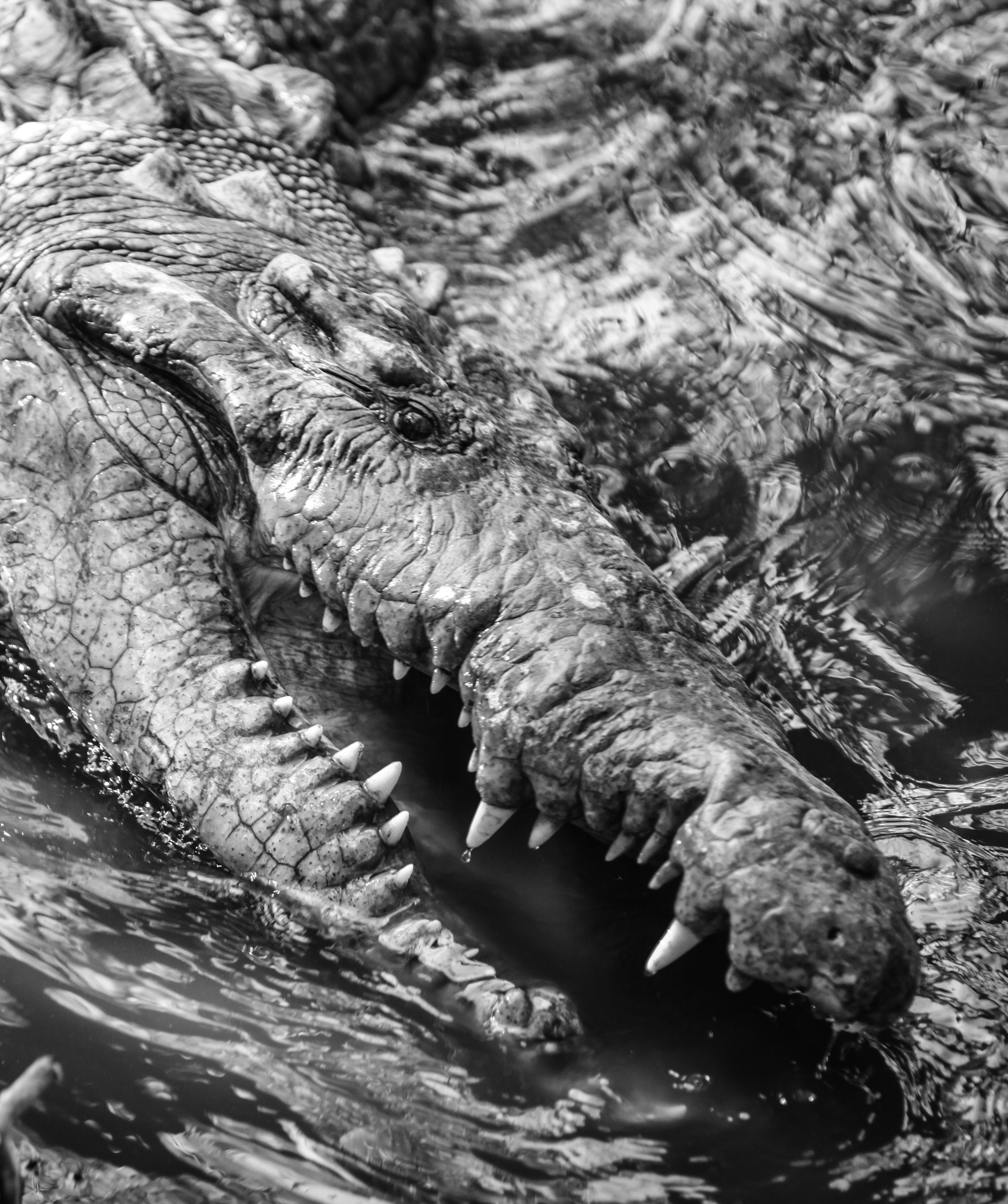
Particolare del muso di coccodrillo americano

Il coccodrillo americano si ciba prevalentemente di pesce, il muso relativamente stretto indica questa preferenza. Ogni pesce che si trovi nelle acque dolci o salmastre vicino alle coste è una potenziale preda. Il muso del coccodrillo americano è comunque più largo di quello di alcune specie specializzate nell'alimentazione a base di pesce come ad esempio il gaviale (Gavialis gangeticus) e il coccodrillo di Johnson (Crocodylus johnsoni), permettendogli di complementare la dieta con una maggior varietà di prede. Le specie predate possono variare in dimensioni, dagli insetti catturati dai giovani coccodrilli fino al bestiame adulti catturato da grossi esemplari maturi, e può comprendere uccelli, mammiferi, tartarughe, granchi, lumache, rane e occasionalmente carogne. Ad Haiti gli esemplari appena nati e i giovani coccodrilli si nutrono primariamente di granchio violinista (Uca spp.) che possono raggiungere i 2/3 della dieta in peso. In altri luoghi, insetti acquatici, le loro larve e le lumache occupano posti principali nella dieta dei giovani coccodrilli. Gli individui non maturi e subadulti, secondo uno studio svolto in Messico, hanno una dieta più diversificata che comprende insetti, pesci, rane, piccole tartarughe, uccelli e piccoli mammiferi. Un esemplare di 1,2 m aveva nello stomaco un pesce gatto, una tortora luttuosa e un opossum dalla coda pelata (Caluromys philander). In Florida il branzino, il tarpon (Megalops atlanticus), e specialmente il cefalo sono le prede preferite degli esemplari adulti e subadulti di coccodrillo americano.

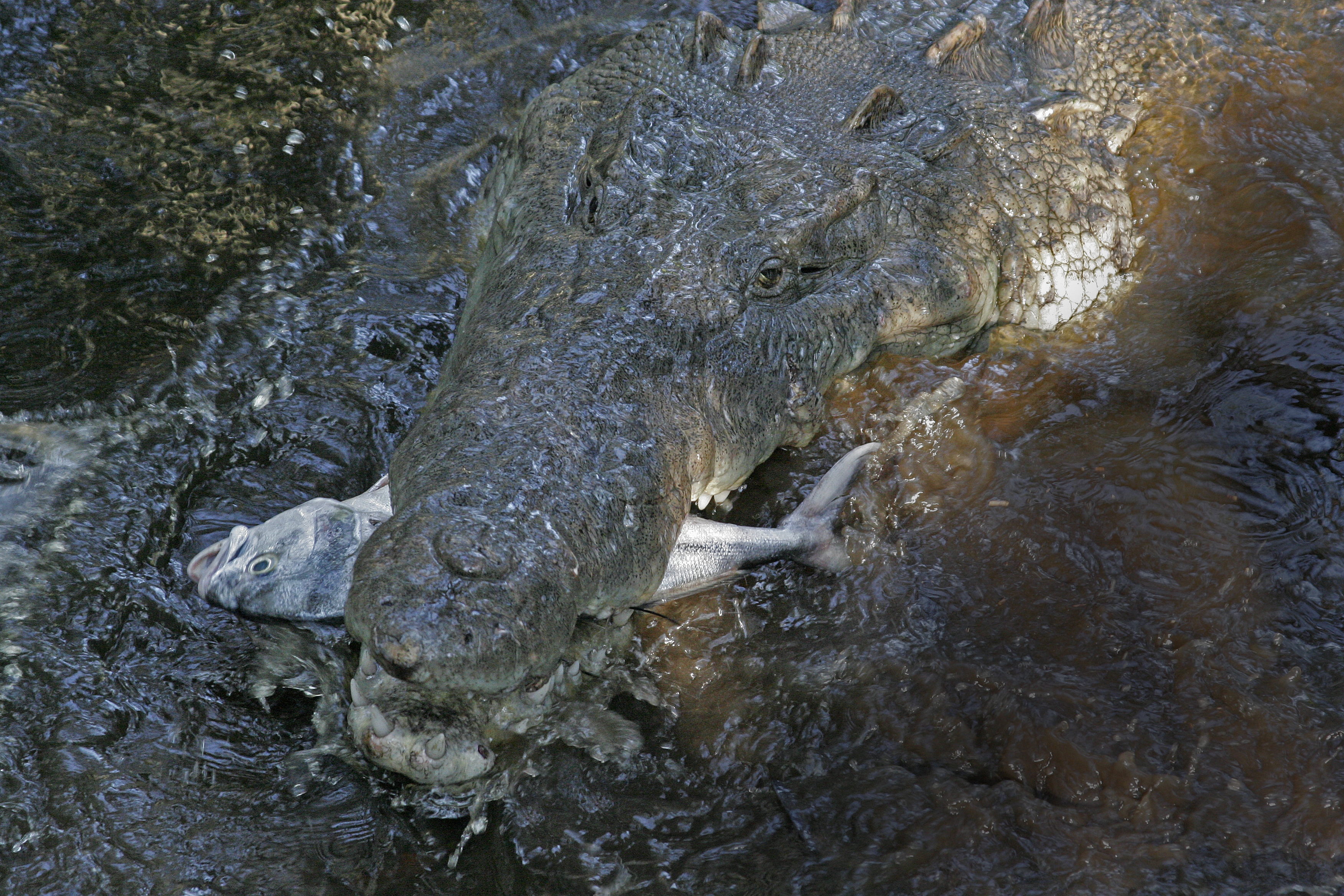
Coccodrillo americano mentre si nutre di pesce

Ad Haiti sembra che gli adulti si nutrano spesso di vari uccelli (molti dei quali sono Charadri in riproduzione e altri uccelli come l'airone, la cicogna, il fenicottero, i pellicani, svassi, folaghe e gallinule seguiti da una concentrazione di pesci marini che comprendono la tilapia e i ciclasoma); a volte sono state osservate catture di tartarughe, cani e capre. Nello stomaco di un adulto di 3 m in Honduras è stato trovato un esemplare di coccodrillo della sua stessa specie di 1,5 m, il carapace di una tartaruga e gli zoccoli di pecari. A Quintana Roo in Messico, la maggior parte delle prede che sono state identificate in adulti e subadulti erano pesci e i subadulti mostravano una maggior varietà di prede rispetto sia ai più giovani sia agli adulti. In Costa Rica è stato registrato che i coccodrilli americani cacciano e uccidono le femmine adulte di tartarughe bastarde olivacee mentre depongono le uova nella spiaggia. Si sa che questi coccodrilli cacciano soprattutto nelle prime ore dopo il tramonto specialmente nelle notti senza luna, sebbene poi consumino il cibo in qualsiasi ora. La caccia avviene nella maniera tipica per la maggior parte delle specie di coccodrilli, tendendo imboscate alle prede terrestri quando si avvicinano al bordo dell'acqua o quando sono sedute in acque basse, trascinandole sott'acqua e affogandole, oppure tendendo imboscate alle prede acquatiche vicino alla superficie dell'acqua.

## Relazioni predatorie interspecifiche
I coccodrilli americani adulti normalmente non hanno predatori naturali e praticamente ogni animale terrestre o fluviale che incontrano costituisce una potenziale preda. Un caso eccezionale di predazione è stato riportato riguardante un adulto di coccodrillo americano poco al largo della Colombia, che è stato attaccato e ucciso da un grande squalo bianco (Carcharodon carcharias).   Tuttavia questo coccodrillo è notoriamente predatore degli squali-limone, i quali evitano le aree abitate da coccodrilli. Un esemplare subadulto di 2,5 m è stato predato in Chiapas, Messico, da un giaguaro (Panthera onca). Un coccodrillo americano di 4,4 m, noto per essere il maggior esemplare tenuto in cattività, è scappato da uno zoo nella Florida e ha ingaggiato un combattimento con un grande maschio di alligatore americano di 4,1 m ed è finito ucciso da quest'ultimo. Reciprocamente esiste un caso confermato di un coccodrillo che ha predato un subadulto di alligatore in natura in Florida, e mediamente i coccodrilli americani sono molto più potenti degli alligatori delle stesse dimensioni. Alligatori e coccodrilli normalmente non entrano in conflitto in natura dato che occupano habitat segregati e hanno distribuzioni ampiamente separate. Ci sono numerose registrazioni di coccodrilli americani che hanno ucciso e divorato i caimani dagli occhiali di ogni età in Sud America così come casi di cannibalismo. Le aree dove vivono popolazioni sane di coccodrillo americano spesso ospitano un numero limitato di caimano dagli occhiali, al contrario nelle aree in cui l'entità della popolazione di coccodrilli risulta in decremento o estinta si assiste a una crescita numerica del caimano. In Messico alcuni coccodrilli di Morelet che sono fuggiti dalla cattività hanno costituito delle popolazioni selvatiche che hanno creato problemi alle popolazioni di coccodrillo americano, che si trovano a competere con questa specie invasiva.

## Riproduzione

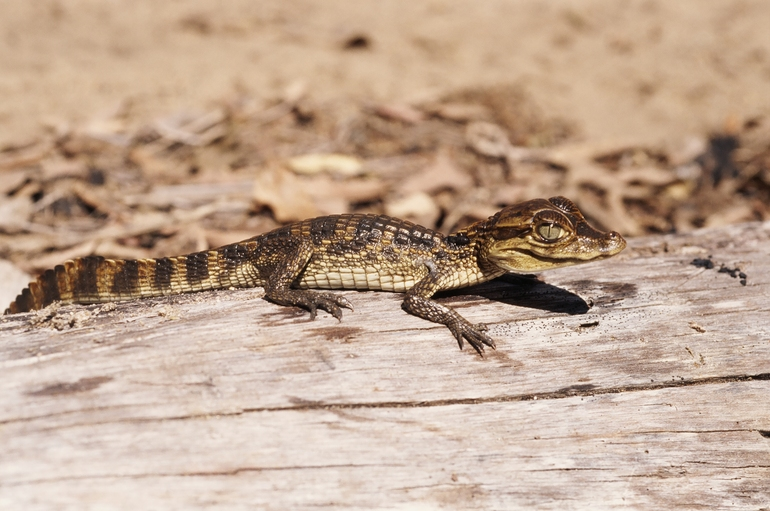
Piccolo di coccodrillo americano

I coccodrilli americani si moltiplicano nel tardo autunno o all'inizio dell'inverno, ingaggiando delle cerimonie di accoppiamento durante le quali i maschi emettono dei muggiti a frequenza bassissima per attirare le femmine. La dimensione del corpo è più importante dell'età nel determinare le capacità riproduttive. Le femmine raggiungono la maturità sessuale in corrispondenza alla lunghezza di 2,8 m. Nel mese di febbraio-marzo le femmine gravide cominciano a creare dei nidi di fango, sabbia e vegetazione morta lungo il bordo dell'acqua. Dato che la determinazione del sesso dipende dalla temperatura, piccole alterazioni della temperature possono terminare in covate di soli maschi o di sole femmine con possibili conseguenze sulla salute della popolazione. Circa un mese più tardi quando è il tempo della deposizione, le femmine scaveranno una grande fossa diagonale al lato del nido ove depongono da 30 a 70 uova dipendendo dalla loro dimensione. Dopo la deposizione, le femmine possono coprire le uova con dei residui vegetali o lasciarle scoperte; le uova bianche e allungate sono lunghe 8 cm e larghe 5 cm e hanno dei pori che cospargono il guscio. Durante il periodo di incubazione di 75-80 giorni, i genitori custodiscono il nido e normalmente abitano in un buco sulla riva nei pressi del nido, si sa che le femmine sono particolarmente aggressive durante questo periodo. Malgrado queste precauzioni, le uova di coccodrillo a volte sono preda di procioni (probabilmente il più pericoloso predatore di nidi di coccodrillo nelle Americhe), di coati, di volpi, moffette o di altri mammiferi predatori (perfino i coyote in Messico e l'orso nero nel sud della Florida), così come di grandi formiche predatrici, granchi e avvoltoi. A Panama è stato osservato che l'iguana verde predava le uova di coccodrillo anche se i molti casi sono state catturate dalla madre coccodrillo e successivamente uccise. Le uova di coccodrillo sono fragili, ma più soffici delle uova di uccello. Le uova si schiudono dopo 75-80 giorni, quindi in prossimità delle prime piogge estive (luglio-agosto) al termine della stagione secca, ma prima che i bacini acquatici dove andranno a vivere si inondino. In questo stadio di sviluppo dei loro piccoli, le madri coccodrillo mostrano un singolare comportamento di cure parentali. Durante il processo di schiusa, quando i giovani coccodrilli sono più vulnerabili ai predatori istintivamente emettono un richiamo simile a dei sommessi gracidii. Questi suoni spingono la femmina ad accorrere al nido, scoprendo le uova se per caso sono rimaste coperte. In seguito aiuterà i giovani a abbandonare le uova e le proteggerà all'interno della propria bocca trasportandoli fino alla più vicina sorgente d'acqua. I giovani, che sono lunghi dai 24 ai 27 cm, sono immediatamente attivi come predatori fin dai primi giorni, non è insolito il caso che la madre si prenda cura dei giovani anche alcune settimane dopo la schiusa, continuando a fornire loro attenzione e a trasportarli. Dopo circa sei settimane dalla schiusa, i giovani coccodrilli si disperdono alla ricerca della loro vita indipendente: molti di loro naturalmente non sopravviveranno, cadendo preda di numerosi tipi di rapaci e di grandi pesci come pesci gatto, tarponi e squali limone o rettili come il boa, l'anaconda verde, iguane nere, caimani dagli occhiali e mammiferi come il procione. I sopravvissuti ai primi stadi della vita crescono rapidamente cibandosi di insetti, pesci e rane; inoltre è stato notato che alcuni giovani coccodrilli praticano il cannibalismo.

### Partenogenesi facoltativa nei coccodrilli americani
Nel 2018, in Costarica al Parque Reptilaria, una femmina dell'età di 18 anni, di coccodrillo americano, è riuscita a deporre un uovo tramite partenogenesi facoltativa in vertebrati (chiamata anche "nascita virginale"), ed è stata la prima volta che veniva documentata nei coccodrilli un tale processo riproduttivo. Infatti, la partenogenesi facoltativa in vertebrati in precedenza è stata riscontrata in serpenti (pitoni, boa), lucertole, alcune specie di uccelli (tacchini, condor della California) e nella sottoclasse di pesci che annoverano altresì squali, razze e torpedini. Secondo i ricercatori del Politecnico della Virginia, che hanno pubblicato i risultati su Biology Letters, rivista specializzata della Royal Society, casi simili potrebbero essere più frequenti tra i coccodrilli, sebbene finora siano sempre passati inosservati. Da questo studio è risultato che il genoma del feto (trovato morto all'interno dell'uovo non ancora schiuso) era al 99,9% uguale a quello della madre.

## Conservazione
A seguito della caccia per la pelle, dell'inquinamento, della perdita dell'habitat e della cattura degli adulti per l'allevamento commerciale, il coccodrillo americano è in pericolo in alcune parti del suo habitat. Nel 1972, il Venezuela ha proibito la commercializzazione della pelle di coccodrillo per dieci anni in seguito alla eccessiva caccia degli anni Cinquanta e Sessanta. Tra i 1.000 e i 2.000 coccodrilli americani vivono in Messico e in America centrale e meridionale, ma i dati sulla popolazione sono scarsi; nel sud della Florida è stata stimata una popolazione di 500-1.200 individui. In Florida il 67,8% dei coccodrilli muore a causa di investimento lungo le strade, il 10,5% per uccisione intenzionale, mentre solo il 4,5% può essere attribuito a cause naturali (nel resto dei casi non si conosce la causa di morte).

## Interazioni con l'uomo
I coccodrilli americani sono considerati pericolosi: sono stati registrati attacchi in Messico, Costa Rica e Panamá, ma - non costituendo una notizia a livello internazionale - la specie non è considerata mangiatrice di uomini come i suoi parenti. Questa specie è spesso considerata timida e apparentemente non mostra propensione ad attaccare l'uomo così regolarmente come i coccodrilli del vecchio mondo. In ogni caso è più aggressivo dell'alligatore americano. Uno studio dell'IUCN ha scoperto che il coccodrillo americano è il più aggressivo verso gli uomini e il più propenso all'attacco rispetto a tutti i coccodrilli dell'America, ciononostante il numero di attacchi da parte dei coccodrilli americani è di gran lunga inferiore a quello delle specie notoriamente più pericolose quali il coccodrillo marino e il coccodrillo del Nilo. Si sa che il coccodrillo cubano è decisamente più aggressivo nelle relazioni interspecifiche che non il coccodrillo americano e apparentemente lo attacca e lo scaccia nei casi in cui convivano nello stesso territorio chiuso, come negli zoo e negli allevamenti, anche se è di dimensioni minori. Nel mese di maggio 2007 sono avvenuti due casi nel giro di una settimana in cui dei bambini sono stati attaccati e uccisi, uno in Messico, poco a sud di Puerto Vallarta e uno in Costa Rica. Nell'agosto 2014 è stato riportato il primo attacco di coccodrillo selvatico nella storia della Florida quando un uomo e una donna sono stati morsi a una spalla e una mano mentre nuotavano in un canale di Coral Gables. Nel maggio 2015, un bambino di 7 anni è stato ucciso da un coccodrillo americano nell'estuario di Barra Santa Ana, nei pressi della città di Lázaro Cárdenas del Río in Messico. In questo caso si trattava dell'ottavo attacco di coccodrillo negli ultimi due anni nello stesso luogo.